# Praça de Espanha (Metro de Lisboa)
Praça de Espanha (hasta 1995 llamada Palhavã) es una estación del Metro de Lisboa. Se sitúa en el municipio de Lisboa, entre las estaciones de Jardim Zoológico y São Sebastião de la Línea Azul. Es una de las once estaciones pertenecientes a la red original del metro de Lisboa, inaugurada el 29 de diciembre de 1959.
Esta estación se localiza en la Praça de Espanha, una de las principales plazas de la capital portuguesa. Posibilita el acceso a la sede de la Fundación Calouste Gulbenkian y a la terminal de autocares que se encuentra en esa plaza. El proyecto arquitectónico original (1959) es de la autoría del arquitecto Francisco Keil do Amaral y las intervenciones plásticas de la pintora Maria Keil. En 1980, la estación fue completamente remodelada de acuerdo con un proyecto arquitectónico de la autoría del arquitecto Jorge Sánchez y las intervenciones plásticas de la pintora Maria Keil. La remodelación de la estación implicó la prolongación de los andenes de embarque y la construcción de un nuevo atrio.